# ОК Дубочица
ОК Дубочица је српски одбојкашки клуб из Лесковца. У сезони 2024/25. такмичи се у Суперлиги Србије.

## Историја
Клуб је основан 6. маја 1992. године. Био је један од покретача Међуокружне одбојкашке лиге, заједно са клубовима из Врања, Сурдулице, Лебана, Бојника и Власотинца. Од 1992. до 1998. носио је име Невпром, под којим се такмичио и у Првој Б лиги СР Југославије.
Клуб је касније дужи низ сезона провео у нижим степенима такмичења. У Прву лигу Србије, други степен такмичења, по први пут се пласирао 2020. године. У сезони 2023/24. освојио је прво место у Првој лиги Србије, уз учинак од 21 победе и само једног пораза. Тиме је, по први пут у својој историји, обезбедио пласман у највиши ранг — Суперлигу Србије.